# Про російське селянство (стаття)
«Про російське селянство» — стаття Максима Горького, написана і видана 1922 року в Берліні. Була заборонена в СРСР і в сучасній Росії ніколи не видавалась.
Автор, перебуваючи в еміграції, описує вроджену схильність росіян до насильства та жорстокості, звинувачує їх у показній релігійності та масових убивствах.

## Критика
У статті «Про російське селянство» Горький спробував осмислити роль селян в історії Росії, зрозуміти причини жорстокого поводження представників нижчого стану та його масової участі в кривавих подіях Громадянської війни. За словами французького славіста Жива Нива, ця стаття підтверджує, що в глибині душі Горький переживав страх перед так званим російським варварством.
|  | Людина Заходу ще в ранньому дитинстві, тільки-но вставши на задні лапи, бачить всюди навколо себе монументальні результати праці її предків. Від каналів Голландії до тунелів Італійської Рів'єри та виноградників Везувію, від великої роботи Англії і до потужних Сілезьких фабрик — вся земля Європи тісно вкрита грандіозними втіленнями організованої волі людей, — волі, яка поставила собі горду мету: підкорити стихійні сили природи розумним інтересам людини. Земля — в руках людини, і людина справді володар її. Це враження всмоктується дитиною Заходу і виховує у ній свідомість цінності людини, повагу до її праці та почуття своєї особистої значущості як спадкоємця чудес, праці та творчості предків. Такі думки, такі почуття та оцінки не можуть виникнути в душі російського селянина. Безмежна площина, на якій тісно скупчилися дерев'яні, криті соломою села, має отруйну властивість спустошувати людину, висмоктувати її бажання. Вийде селянин за межі села, подивиться в порожнечу навколо нього, і через деякий час відчуває, що ця порожнеча влилася в душу йому . Ніде довкола не видно міцних слідів праці та творчості. Садиби поміщиків? Але їх мало, і в них мешкають вороги. Міста? Але вони — далеко і не набагато культурно значніші ніж село. Довкола — безкрайня рівнина, а в центрі її — нікчемний, маленький чоловічок, кинутий на цю нудну землю для каторжної праці. І людина насичується почуттям байдужості, яке вбиває здатність думати, пам'ятати пережите, виробляти з досвіду свого ідеї! Історик російської культури, характеризуючи селянство, сказав про нього: «Багато забобонів і жодних ідей». Ця сумна думка підтверджується всім російським фольклором. Оригінальний текст (рос.) Человек Запада еще в раннем детстве, только что встав на задние лапы, видит всюду вокруг себя монументальные результаты труда его предков. От каналов Голландии до туннелей Итальянской Ривьеры и виноградников Везувия, от великой работы Англии и до мощных Силезских фабрик — вся земля Европы тесно покрыта грандиозными воплощениями организованной воли людей, — воли, которая поставила себе гордую цель: подчинить стихийные силы природы разумным интересам человека. Земля — в руках человека, и человек действительно владыка ее. Это впечатление всасывается ребенком Запада и воспитывает в нем сознание ценности человека, уважение к его труду и чувство своей личной значительности как наследника чудес, труда и творчества предков. Такие мысли, такие чувства и оценки не могут возникнуть в душе русского крестьянина. Безграничная плоскость, на которой тесно сгрудились деревянные, крытые соломой деревни, имеет ядовитое свойство опустошать человека, высасывать его желания. Выйдет крестьянин за пределы деревни, посмотрит в пустоту вокруг него, и через некоторое время чувствует, что эта пустота влилась в душу ему. Нигде вокруг не видно прочных следов труда и творчества. Усадьбы помещиков? Но их мало, и в них живут враги. Города? Но они — далеко и не многим культурно значительнее деревни. Вокруг — бескрайняя равнина, а в центре ее — ничтожный, маленький человечек, брошенный на эту скучную землю для каторжного труда. И человек насыщается чувством безразличия, убивающим способность думать, помнить пережитое, вырабатывать из опыта своего идеи! Историк русской культуры, характеризуя крестьянство, сказал о нем: «Множество суеверий и никаких идей». Это печальное суждение подтверждается всем русским фольклором. |

Подібно Чаадаєву, автор критикує характер свого народу, за що був звинувачений у росіянофобії.